# Heckler & Koch G11
Heckler & Koch G11 je prototypová útočná puška vyvíjená v letech 1968–1990 firmou Heckler & Koch ve spolupráci s Dynamit Nobel. Zbraň je významná díky využití beznábojnicového střeliva. Projekt začal v západním Německu když se tamější vláda rozhodla nahradit tehdejší pušku G3 lehčí zbraní, která měla vyšší šanci na zásah cíle. Počáteční studie vedly k myšlence malorážní a rychlopalné pušky, která střílí beznábojnicovou munici. Aby byla zajištěna dostatečná zastavovací/smrtící síla při používání tak malorážných nábojů, puška potřebovala možnost střílet třírannou dávku s vysokokapacitním zásobníkem.
V roce 1990 firma H&K dokončila vývoj G11 a 3. dubna 1990 byl typ Spolkovým úřadem pro zbraňovou techniku a zakázky (BWB) schválen k vojenskému použití. Zbraň byla zamýšlena pro Bundeswehr a další členy NATO v rámci programu Advanced Combat Rifle (ACR). Přestože zbraň byla technickým úspěchem, nikdy se nedostala plně do výrobního procesu a do plného nasazení, kvůli politickým změnám které byly spojeny se znovusjednocením Německa a kvůli absenci zakázkové smlouvy. Bylo vyrobeno pouze 1000 zbraní. První dávku, kterou tvořilo pouze pár pušek G11K2, obdržel Bundeswehr okolo roku 1990. Nakonec německé ozbrojené jednotky nahradily G3 modernějším modelem G36.

## Historie a vývoj
Vývoj zbraně začal okolo roku 1967 když NATO přišlo s myšlenkou použití druhé standardní munice malého kalibru. Byli nominováni tři konkurenti, jeden americký, další belgický a nakonec německý Heckler & Koch. NATO začalo rychle ztrácet zájem o beznábojnicovou munici, ale západoněmecká vláda ve vývoji pokračovala. Během let 1968–1969 vláda západního Německa zahájila studii o proveditelnosti budoucí útočné pušky a byly zadány tři zakázky pro firmy Diehl, IWKA Mauser a Heckler & Koch. Zadání bylo obecné a požadovalo vylepšenou pěchotní zbraň s lepší pravděpodobností zásahu než jakákoli která existovala, přičemž musela splňovat požadavky pro rychlost střelby a dostřel které nastavil FINABEL. Návrháři dostali volnou ruku ohledně konstrukčního řešení, ale Heckler & Koch si uvědomil že jediný způsob jak dosáhnout zásadního zlepšení bylo drasticky změnit přístup.
Od samého začátku bylo jasné že požadovaná pravděpodobnost zásahu nemohla být dosažena s mechanickými mířidly. Optické hledí tedy bylo jediné řešení pro zlepšení přesnosti. Firma Hensoldt AG, která doručila 100 000 optických zaměřovačů pro G3, spolupracovala s H&K na vývoji malého zaměřovače s nízkým zvětšením které umožňovalo zaměřit cíl s oběma očima. Kvůli nákladům byl projekt zrušen. Kvůli krátké délce zbraně pro hledí by zbylo pouze 37 cm, což by nestačilo ani pro běžná mechanická mířidla. V polovině roku 1968, Hensoldt představil cenové dostupný reflexní zaměřovač. Ten byl založen na starém a téměř zapomenutém patentu a modernizovaná verze byla postavena odborníkem z montážního oddělení. Dne 30. září 1968, dostal Hensoldt zakázku na další vývoj.
V lednu roku 1973, se ministerstva obrany západního Německa a Velké Británie shodly na výměně informací ohledně vyvíjení pěchotních zbraní a munice. Dohoda byla navržena tak, aby prospěla oběma státům stejně. Západní Německo vyvíjelo beznábojnicovou munici, zatímco Velká Británie pracovala na zlepšení zbraní pro ráži 4,85x45mm.
V polovině roku 1974, několik plně funkčních prototypů G11 bylo představeno Bundeswehru. Dne 14. června 1974 ministerstvo obrany pověřilo FODTP se zahájením vývoje zbraně. Zkoušky o výkonu zbraně proběhly 18. a 19. prosince 1974. Dosažené kadence byla 1800 ran/min v dávkách a 400 ran/min při plně automatické střelbě. Dne 23. prosince 1974 dostal H&K vývojovou smlouvu v hodnotě 20 milionů německých marek. Smlouva vyžadovala dokončení vývoje včetně otestování do podzimu 1977. Následně společnost H&K uzavřela se společností Hensoldt smlouvu na pokračující vývoj.
Model G11 K1 byl dokončen v březnu 1987. Testování začalo v červnu roku 1987 v Hammelburgu a trvalo do ledna 1989. Zbraň dosahovala dvojnásobné pravděpodobnosti zásahu než G3. Poslední vývoj munice byl dokončen ke konci roku 1988. V březnu 1989 byl pro vyhodnocení ACR vytvořen první návod k obsluze pro G11 K1. V tuto dobu už začal vývoj G11 K2. V dubnu H&K začal instruovat testery jak se zbraní zacházet.
V červnu 1993 bylo oficiálně oznámeno, že G11 nebude zavedena kvůli nemožnosti standardizace v rámci NATO.
V roce 2004 byl zahájen program LSAT, který licencoval beznábojnicovou munici G11. V první fázi (do ledna 2005) byla HITP munice analyzována pomocí reverzního inženýrství. V druhé fázi byla munice upravena podle požadavků americké armády. V květnu 2007 byla munice přizpůsobena ráži 5,56 mm. Vyvinuta byla i alternativa s polymerovým nábojnicovým pláštěm.